# Fugls føde (film)
Fugls føde er en dansk kortfilm fra 1968 instrueret af Gert Fredholm efter eget manuskript.

## Handling
Filmen gengiver afsnit af Peter Seebergs roman af samme navn fra 1957: Toms første møde med Hiffs og morgenscenen med hans kone Etna i deres hjem.

## Medvirkende
- Frits Helmuth
- William Rosenberg
- Hanne Ribens